# Faculdade de Direito da Universidade Federal de Juiz de Fora
A Faculdade de Direito de Juiz de Fora é uma unidade acadêmica da Universidade Federal de Juiz de Fora dedicada ao ensino, pesquisa e à extensão de estudos da ciência do direito. Está localizada no município de Juiz de Fora, Minas Gerais.
É tradicionalmente reconhecida como uma escola de leis de excelência, tendo justificada essa fama nos últimos anos por conta do alto desempenho de seus egressos nos exames de admissão à OAB, nos exames de qualidade para o ensino superior do Ministério da Educação, além dos concursos públicos para as carreiras jurídicas.

## História
A Faculdade de Direito de Juiz de Fora foi fundada em 14 de dezembro de 1923 por um grupo de profissionais do direito juizforanos que tinham como principal objetivo oferecer o curso jurídico na cidade de Juiz de Fora, uma vez que, até então, todos os que pretendiam essa formação eram obrigados a deslocar-se a outras localidades, como Belo Horizonte, São Paulo e, principalmente, o Rio de Janeiro.
Após alguns anos em que a instituição procura ainda sedimentar bases, enfrenta sérios problemas estruturais e financeiros, o que a obriga a interromper suas atividades.
É apenas nos anos de 1940 que, sob a iniciativa do magistrado e professor de direito Benjamin Colucci, a faculdade reabre suas portas aos estudantes. Por meio do ex-aluno (e futuro diretor da faculdade) José Barbosa de Castro, a instituição passa a funcionar no centro de Juiz de Fora, na antiga vila Ceci, em uma construção da década de 1920, e que era residência do Coronel Roque Domingues, tio da esposa de José. Em 1938, a viúva, então proprietária do imóvel, fez uma permuta com a Faculdade de Direito. O palacete sito à rua Santo Antônio, n.º 1.112, lar da faculdade por longas décadas, é hoje a sede do Fórum da Cultura da UFJF, aberto à visitação pública.
Mesmo com sérias dificuldades, Benjamin Colucci, professor de Direito Romano e de outras disciplinas de direito privado, persiste com seu ideal de firmar os pilares da escola de leis juizforana. Sabe-se que, em altura de escassez de matrículas, foi o patrimônio particular desse professor que sustentou a instituição aberta. Sem excluir os múltiplos esforços de muitos outros, é inegável a contribuição desse professor, autor de obras de Direito Romano e magistrado de reputação ilustre na consolidação da faculdade enquanto instituição. Num ato final de generosidade e amor à escola de leis que ajudou a estabelecer, Colucci legou à Faculdade de Direito sua preciosa biblioteca jurídica.
Com a fundação da Universidade Federal de Juiz de Fora pelo presidente Juscelino Kubitschek, em 1960, diversas faculdades privadas que existiam na cidade, dentre as quais a Faculdade de Direito, foram estatizadas e incorporadas como unidades da nova universidade. Entretanto, as aulas continuaram ainda a ser dadas na antiga sede por alguns anos até que a construção do campus universitário na cidade alta ficasse pronta.
Apenas em 1971 acontece a mudança de sede para o campus. Tal mudança foi apenas física, uma vez que a instituição continuou a mesma: o quadro docente, a estrutura administrativa, a biblioteca e outros materiais didáticos, como os utilizados nas aulas de medicina legal, foram todos  transferidos para as novas instalações, mais amplas e mais modernas.
A partir de 1999, acompanhando a política de ampliação da oferta de cursos e vagas, o número de vagas para novos alunos é mais que dobrado, atingindo 180 novas matrículas por ano, sendo que o curso de graduação em direito passa a ser oferecido também no período noturno.
No ano de 2003, a faculdade distinguiu-se nacionalmente por ter alcançado o conceito máximo no Exame Nacional de Cursos pelo quinto ano consecutivo. Um feito inédito que consagrou a instituição como a melhor escola de leis do Brasil.

## Formação jurídica
A Faculdade de Direito tem acompanhado as tendências do ensino do direito, máxime as que dizem respeito à excelência na formação do conhecimento jurídico crítico confrontado com as mais atuais orientações doutrinárias e jurisprudenciais.
A formação proporcionada pela faculdade é orientada pelo desenvolvimento do pensamento crítico, o estímulo à investigação ampla e plural das fontes doutrinárias, assim como uma formação profissional em que o conhecimento técnico materializa-se na prática forense, sob a égide da promoção da paz e da justiça social.

## Publicações Científicas

### Periódico Alethes

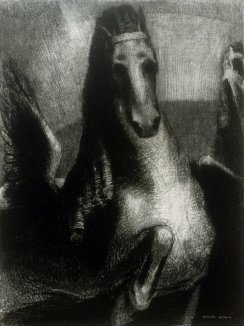
Obra: L'Aile (The Wing)
Autor: Bertrand-Jean Redon (1840 - 1916)
Data: 1893
Fine Arts Museums of San Francisco
Capa de uma das edições do Periódico Alethes

O Periódico Alethes é um periódico produzido pelos graduandos da Faculdade de Direito da UFJF. Do Grego Alethes ou άληθής,  virtus em Latim, traduz-se por "caminho correto" ou "ética". O periódico possui publicações em versão online e impressa, fornecidas através do patrocínio do  Diretório Acadêmico Benjamim Colucci, que o financia desde a sua primeira edição.
Uma das propostas do Periódico Alethes é levar ao graduando em Direito a se interessar pela área acadêmica, cessando o tabu de que só Mestres e Doutores podem escrever artigos de qualidade e, por extensão, discordar, criar propostas, criticar, esclarecer ou trazer dúvidas.

### Ética e Filosofia Política
A Revista Ética e Filosofia são publicações de artigos em parceria da Faculdade de Direito e do Instituto de Ciências Humanas da UFJF (ICH). As edições podem ser acessadas no portal www.ufjf.br/eticaefilosofia/.

### Tabulæ
Dentre as publicações científicas produzidas pelos docentes da Faculdade de Direito, destacou-se a Revista Jurídica Tabulæ, que por muitas décadas serviu de meio de expressão para o pensamento jurídico juizforano, assim como de autores de outras faculdades interessados no debate doutrinário e na discussão das questões atuais, elemento próprio e incontornável na evolução do direito enquanto ciência.

## Escritório Escola
O Escritório Escola da Faculdade de Direito fica no Centro de Juiz de Fora. É um dos serviços da Universidade Federal de Juiz de Fora e foi criado há, aproximadamente, 25 anos. Seus objetivos envolvem a assistência jurídica às pessoas carentes e estágio para os alunos da Faculdade de Direito da UFJF.
Como parte fundamental da Faculdade de Direito, o Escritório Escola é onde são dadas as aulas práticas e onde os discentes fazem o estágio curricular obrigatório acompanhando, sob supervisão de seus professores, processos judiciários, atuando na produção de peças e na tomada de decisões quanto ao caso de que são responsáveis.
Além de professores orientadores, o escritório conta com 160 estagiários e quatro funcionários, com funcionamento de acordo com o ano letivo.

## Reformas dos prédios e o curso de mestrado
Tendo em conta a crescente qualificação de seu corpo docente e as necessidades de oferecer mais opções de qualificação na área de investigação e pesquisa, a Faculdade de Direito pretende oferecer o curso que conduz à obtenção do grau de mestre em direito.
Para tanto, e atendendo a necessidades de outras ordens, os prédios do seu complexo no campus universitário vêm sendo ampliados e modernizados.

## Recomendações

### Aprovação na OAB
A Faculdade de Direito da UFJF tem figurado no topo das instituições com melhor aproveitamento no Exame da Ordem dos Advogados do Brasil (OAB). No último exame da Ordem unificado, o sétimo, a faculdade teve o maior número percentual de aprovação de todo o Brasil, com 86,27% dos candidatos aprovados. Dos 102 candidatos da universidade que fizeram a prova, 88 foram aprovados. Em todo o país, foram 25.912 alunos aptos. 

Leia mais na própria página da Ordem.

### OAB Recomenda
A Faculdade de Direito da UFJF possui o prestígio de estar na lista plurianual da OAB Recomenda, confere selo de qualidade às Instituições de Ensino Jurídico concedido pela Ordem dos Advogados do Brasil.

Leias Mais .

### ENADE

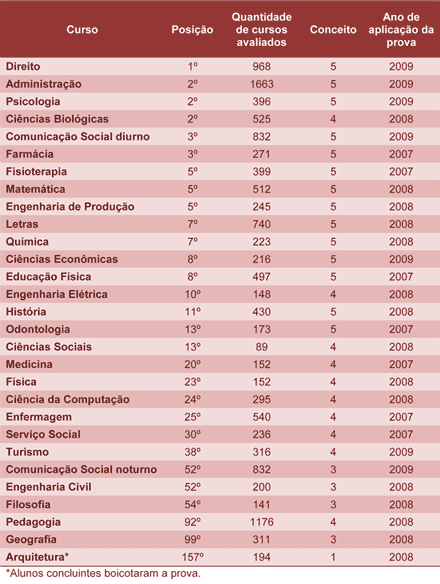
Ranking-Enade-UFJF
Ranking dos Cursos da UFJF no Enade
Posição de 29 cursos que participaram do Enade 2009, 2008 e 2007

O curso de graduação de Direito da UFJF obteve a melhor posição no Enade dentre as faculdades de leis do país. O curso alcançou a referência de qualidade máxima na prova feita pelo  INEP ,o  Exame Nacional de Desempenho dos Estudantes  (Enade), obtendo a maior nota no teste de 2009.

Leia mais em Cursos da UFJF obtêm nota máxima no Enade 2009 e em UFJF tem 14 cursos entre os dez melhores nas últimas provas do Enade.

## Alunos renomados
Entre muitos alunos com carreiras de sucesso, destacam-se pela sua contribuição ao país e à cidade:
- Alberto Luiz Bresciani de Fontan Pereira - Ministro do TST
- Custódio Matos - Político
- Gabriel Sales Pimenta - Advogado e militante político
- Júlio Delgado - Político
- Maurício Godinho Delgado - Ministro do TST
- Nilo Batista - Advogado e jurista
- Paulo Nader - Jurista e professor emérito da Faculdade de Direito da UFJF
- Paulo Medina - Jurista e ex-ministro do STJ
- Paulo Roberto de Gouvêa Medina - Jurista e professor emérito da Faculdade de Direito da UFJF
- Thomas da Rosa de Bustamante - Pesquisador e professor
- Tarcísio Delgado- Político
- Lafayette Andrada - Político
- André Mesquita Duarte - Primeiro advogado e fiscal de ISS anão do país